# 존 허드
존 허드(John Heard Jr., 1945년 3월 7일 ~ 2017년 7월 21일)는 미국의 배우이다. HBO 드라마 《소프라노스》(1999-2004) 출연을 통해 1999년 제51회 프라임타임 에미상 게스트 남우상 후보에 올랐다. 2017년 7월 27일, 팰로앨토의 한 호텔에서 죽상경화증과 고혈압성심장질환에서 기인한 심정지로 사망했다.

## 출연 작품

### 영화
- 선 사이 (1977, Between the Lines)
- 캣 피플 (1982)
- 바운티풀 가는 길 (1985)
- 특근 (1985)
- 배신의 계절 (1988)
- 세븐 싸인 (1988)
- 두 여인 (1988)
- 빅 (1988) - 폴 역
- 더 패키지 (1989)
- 사랑의 기적 (1990)
- 나 홀로 집에 (1990) - 피터 매캘리스터 역
  - 나 홀로 집에 2 (1992)
- 행복했던 여자 (1991)
- 넝쿨 장미 (1991)
- 하늘에서 온 엽서 (1992)
- 글래디에이터 (1992)
- 나의 청춘 워터랜드 (1992)
- 사선에서 (1993)
- 펠리칸 브리프 (1993)
- 비포 앤 애프터 (1996)
- 프레지던트 (1996)
- 파이널 컷 (1997)
- 스네이크 아이 (1998)
- 폴락 (2000)
- O (2001)
- 화이트 칙스 (2004)
- 거래 (2005)
- 에디슨 시티 (2005)
- 가디언 (2006)
- 그레이트 디베이터스 (2007)
- 저스티스 리그: 더 뉴 프런티어 (2008) - 애니메이션
- 포모서 비트레이드 (2009)
- 월 스트리트: 분노의 복수 (2013)
- 히든카드 (2013)
- 이야기 (2018)

### 텔레비전
- The Client (1995-96)
- 소프라노스 (1999-2004)
- 프리즌 브레이크 (2005-06)
- 엘리멘트리 (2016)
- 맥가이버 (2017)